# ゲオルク・バルタザール・メッツガー

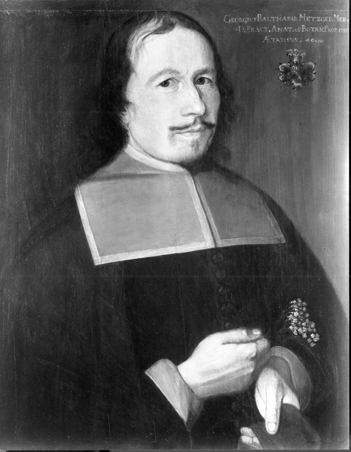
Georg Balthasar Metzger

ゲオルク・バルタザール・メッツガー（Georg Balthasar Metzger、1623年9月23日 - 1687年10月9日）はドイツの医師である。後にドイツの科学アカデミーレオポルディーナとなる「Academia Naturae Curiosorum」の創立メンバーの一人で、テュービンゲン大学植物園の園長も務めた。

## 略歴
シュヴァインフルトで生まれた。医学をアルトドルフ大学で学び、イェナ大学、エアフルト大学、ヘルムシュテット大学、ライプツィヒ大学でも学んだ。ライプツィヒ大学では高名な医師、Johann Michaelisのもとで学んだ。イタリアのパドヴァ大学で1650年まで、外科学や解剖学を学んだ。1646年にイェナ大学で博士号を受け、1650年にバーゼル大学で医学の博士号を受けた。1653年にバウシュ（Johann Laurentius Bausch）らと「Academia Naturae Curiosorum」の4人の創立者の一人となり、同じ年にギーセン大学の医学の教授となった。1661年からテュービンゲン大学に移り、解剖学と植物学を専門とした。ヴュルテンベルク公エーバーハルト3世が 解剖学や外科の教育を改善するためにメッツガーをテュービンゲン大学に招いた。1681年から没するまで、テュービンゲン大学植物園、Hortus Medicusの園長を務めた。弟子にルドルフ・ヤーコプ・カメラリウスがいて、メッツガーの没後、テュービンゲン大学植物園の園長の仕事を継いだ。